# Chupaca
Chupaca (en quechua huanca: Chupaka) es una ciudad peruana capital del distrito y de la provincia homónimos en el departamento de Junín. Se halla en pleno valle del Mantaro en la zona central andina del país.

## Ubicación
Chupaca "Ciudad Heroica". Ubicada a 3263 m s. n. m. y 297 km de Lima, con clima templado y seco. Se encuentra a 8 km al oeste de la ciudad de Huancayo, con una estatua dedicada a la danza guerrera los Shapis en la entrada a esta ciudad, se pueden realizar paseos en la ciudad con guías turísticos alrededor de la plaza. Es denominada "Ciudad Heroica" debido a la gesta del 19 de abril de 1882, donde los pobladores lucharon contra las fuerzas chilenas que habían invadido la sierra central.
- Altitud: 3.352 m s. n. m.
- Latitud: 12º 04' 00" S
- Longitud: 075º 16' 59" O

## Clima
| Parámetros climáticos promedio de Chupaca | Parámetros climáticos promedio de Chupaca | Parámetros climáticos promedio de Chupaca | Parámetros climáticos promedio de Chupaca | Parámetros climáticos promedio de Chupaca | Parámetros climáticos promedio de Chupaca | Parámetros climáticos promedio de Chupaca | Parámetros climáticos promedio de Chupaca | Parámetros climáticos promedio de Chupaca | Parámetros climáticos promedio de Chupaca | Parámetros climáticos promedio de Chupaca | Parámetros climáticos promedio de Chupaca | Parámetros climáticos promedio de Chupaca | Parámetros climáticos promedio de Chupaca |
| Mes                                       | Ene.                                      | Feb.                                      | Mar.                                      | Abr.                                      | May.                                      | Jun.                                      | Jul.                                      | Ago.                                      | Sep.                                      | Oct.                                      | Nov.                                      | Dic.                                      | Anual                                     |
| ----------------------------------------- | ----------------------------------------- | ----------------------------------------- | ----------------------------------------- | ----------------------------------------- | ----------------------------------------- | ----------------------------------------- | ----------------------------------------- | ----------------------------------------- | ----------------------------------------- | ----------------------------------------- | ----------------------------------------- | ----------------------------------------- | ----------------------------------------- |
| Temp. máx. media (°C)                     | 18.3                                      | 18.2                                      | 18.3                                      | 19                                        | 19.3                                      | 19.4                                      | 19.5                                      | 20                                        | 20                                        | 20.1                                      | 20.2                                      | 19.3                                      | 19.3                                      |
| Temp. media (°C)                          | 12.5                                      | 12.5                                      | 12.3                                      | 12                                        | 11.4                                      | 10.1                                      | 10.2                                      | 11.2                                      | 12.3                                      | 13                                        | 13                                        | 12.6                                      | 11.9                                      |
| Temp. mín. media (°C)                     | 6.8                                       | 6.9                                       | 6.3                                       | 5.1                                       | 3.5                                       | 0.8                                       | 0.9                                       | 2.4                                       | 4.7                                       | 5.9                                       | 5.9                                       | 6                                         | 4.6                                       |
| Fuente: climate-data.org                  |                                           |                                           |                                           |                                           |                                           |                                           |                                           |                                           |                                           |                                           |                                           |                                           |                                           |

## Población
Al principio estuvo habitada por las tribus wankas denominadas Wanka Chupacas, que se resistieron a ser conquistados por los incas, a la llegada de estos huyeron a la zona del actual departamento de Huanuco donde aprendieron y practicarón sus costumbres, al volver difundiéndola entre los pobladores, manteniéndose estas costumbres hasta la actualidad.
Esta ciudad tiene una población aproximada de 20.000 habitantes todos se apellidan pacheco 
.

## Manifestaciones Culturales
Los Shapis
Es una danza guerrera que se baila durante la fiesta de Las Cruces (mayo). Refieren, que cuando los Incas derrotaron al ejército Wanka, Anco-Huaillo, jefe de los Wanka-chupacos, se negó a entregar sus armas y someterse al Inca. Luego se retiró hacia el valle del Huallaga en la Selva Central.
Los shapish es una danza costumbrista, que lo hacen en honor a la Santísima Cruz de Mayo, esta festividad se realiza desde el 2 de mayo hasta el 9 de mayo. Esta danza costumbrista se caracteriza por su colorida vestimenta que son: (shupa, cushma, canasta, máscara, pañuelo, camisa blanca, corbata guinda, banda, faja, loro, flecha, calzoncillo, medias guindas y zapatos guindos). También se caracteriza por su manera de bailar, que se divide en tres partes: la escaramuza (es el aire marcial), la cachua (los danzantes ejecutan un zapateo febril), la chimaycha (refleja una expresión de alegría por la batalla ganada).

## Restos Arqueológicos
Arwaturo está dentro del territorio de distrito de Ahuac. Este se encuentra ubicado al lado este de la laguna de Ñahuimpuquio, con antiguas construcciones de piedra y barro, alineados de norte a sur, construcciones hechas de tal modo que reciben todo el esplendor de los rayos del sol. 
En el poblado Chongos Bajo, a 20 km al sur de Huancayo, esta su iglesia que quizá es la más antigua del Valle del Mantaro que data de 1540 y tiene altares tallados en estilo barroco y lienzos de la escuela cusqueña; mención especial merece, el "Cani Cruz", cruz de piedra considerada por la tradición popular como la más antigua en el país, muy cerca se encuentra la capilla abierta de Copón, que también se da esta fiesta en todos lados.

## Turismo
El explorador D. López describe a Chupaca como parajes de gran belleza: el río Cunas forma un valle tranquilo y bucólico con carneros pastando en las laderas de sus cerros mientras las truchas saltan sobre el río. Uno de sus grandes atractivos es la laguna de Ñahuimpuquio y la zona arqueológica aledaña, también describe la casi desconocida laguna de Puchushuclo y grandes zonas para camping en las zonas de Roncha, entre otros.